# Crowther-Duryea Motor Company
Crowther-Duryea Motor Company, vorher Crowther Motor Company, war ein US-amerikanischer Hersteller von Automobilen.

## Unternehmensgeschichte
Henry Crowther gründete im Oktober 1915 die Crowther Motor Company in Rochester im US-Bundesstaat New York. Die Produktion von Automobilen fand bei der Cresson-Morris Company in Philadelphia statt. Der Markenname lautete Crowther.
Ende 1916 schlossen sich Henry Crowther und Charley E. Duryea zusammen und benannten das bisherige Unternehmen in Crowther-Duryea Motor Company um. Der Markenname lautete nun Crowther-Duryea. 1917 endete die Produktion. Insgesamt entstanden etwa 100 Fahrzeuge der Doppelmarke.
Ein Reifenkonzern kaufte 1918 das Werk.

## Fahrzeuge
Zuerst erschien das Model 5-30 der Marke Crowther. Es hatte einen Vierzylindermotor mit 23 PS Leistung. Der Radstand betrug 279 cm. Zur Wahl standen Aufbauten als offene Tourenwagen mit vier und fünf Sitzen.
Darauf folgte das Model 5-35 der Marke Crowther-Duryea. Der Motor blieb unverändert. Das Fahrgestell wurde geringfügig verlängert und hatte nun 284 cm Radstand. Überliefert sind ein zweisitziger Runabout und ein fünfsitziger Tourenwagen.

## Modellübersicht
| Jahr | Marke           | Modell     | Zylinder | Leistung (PS) | Radstand (cm) | Aufbau                                  |
| ---- | --------------- | ---------- | -------- | ------------- | ------------- | --------------------------------------- |
| 1916 | Crowther        | Model 5-30 | 4        | 23            | 279           | Tourenwagen 4-sitzig und 5-sitzig       |
| 1917 | Crowther-Duyrea | Model 5-35 | 4        | 23            | 284           | Runabout 2-sitzig, Tourenwagen 4-sitzig |